# Vadenay
Vadenay település Franciaországban, Marne megyében. Lakosainak száma 236 fő (2022. január 1.). Vadenay Mourmelon-le-Grand, Bouy, Cuperly, Jonchery-sur-Suippe és La Neuville-au-Temple községekkel határos.

## Népesség
A település népessége az elmúlt években az alábbi módon változott:
| Lakosok száma | 164  | 203  | 226  | 227  | 260  | 251  | 241  | 232  | 232  | 236  |
|               | 1968 | 1982 | 1990 | 2006 | 2013 | 2015 | 2017 | 2019 | 2020 | 2022 |